# Carex à larges feuilles
Carex platyphylla
Espèce
Classification phylogénétique
La Carex à larges feuilles (Carex platyphylla) est une plante nord-américaine de la famille des Cyperaceae.

## Statut
- Canada :
  - Québec : aucun